# Listă de localități din Botswana
Conform rezultatelor recensământului din 2001, în Botswana există mai multe tipuri de localități și anume: capitala, orașe și sate. Unele dintre sate sunt mai urbanizate dar rămân administrativ sate. Lista de mai jos are rolul de a trece în revistă localitățile din respectivul stat african.

## Orașe și capitala
| Nume          | Statut            | Populația (recensământ 1981) | Populația (recensământ 1991) | Populația (recensământ 2001) | Aglomerația (recensământ 2001) |
| ------------- | ----------------- | ---------------------------- | ---------------------------- | ---------------------------- | ------------------------------ |
| Gaborone      | Capitala statului | 59.657                       | 133.468                      | 186.007                      | 282.150                        |
| Francistown   | Oraș              | 31.065                       | 65.244                       | 83.023                       | 113.315                        |
| Ghanzi        | Oraș              | 3.281                        | 5.552                        | 9.934                        | _                              |
| Jwaneng       | Oraș              | 5.567                        | 11.188                       | 15.179                       | _                              |
| Kasane        | Oraș              | _                            | 4.336                        | 7.638                        | _                              |
| Lobatse       | Oraș              | 19.034                       | 26.052                       | 29.689                       | _                              |
| Orapa         | Oraș              | 5.229                        | 8.827                        | 9.151                        | _                              |
| Selibe Phikwe | Oraș              | 29.469                       | 39.772                       | 49.849                       | _                              |
| Sowa          | Oraș              | _                            | 2.228                        | 2.879                        | _                              |

## Sate
- Bobonong
- Gumare
- Hukuntsi
- Kang
- Kanye
- Letlhakane
- Mahalapye
- Masunga
- Maun
- Molepolole
- Mochudi
- Mogoditshane
- Moshupa
- Palapye
- Ramotswa
- Serowe
- Thamaga
- Tlokweng
- Tonota
- Tshabong
- Tutume